# 앤드루 케이니그
조슈아 앤드루 케이니그(영어: Joshua Andrew Koenig, 1968년 8월 17일 ~ 2010년 2월 16일)는 미국의 배우이자 영화 편집자이다.
1985년부터 1989년까지 ABC에서 방영된 시트콤 그로잉 페인즈의 캐릭터 리처드 "보너" 스타본 역을 맡았으며, 같은 시기에 시트콤 마이 시스터 샘과 마이 투 대즈, 드라마 21 점프 스트리트에 게스트로 출연하였다. 이후 1990년대 초에는 성우업도 겸임해 G.I. 조의 앰부시, 나이트 크리퍼 리더 역과 스타 트렉: 딥 스페이스 나인의 조연 캐릭터 역을 담당했으며, 2003년 샌디에이고 코믹콘 인터내셔널에서 상영된 비공식 영화 배트맨: 데드 엔드에서 조커 역으로 활약하였다. 그 뒤 2006년 독립 영화인 사랑에 대한 모든 것에 출연한 이후에는 각본 및 감독 등 영상 제작 업무에 주로 종사했으며, 2006년부터 2010년까지 방영된 팟캐스트 영상 네버 낫 퍼니의 프로듀서로 활동하였다.
이후 2010년 2월 14일 밴쿠버에서 마지막으로 목격되었으며, 2월 16일 예정된 비행편에 탑승하지 않은 뒤 핸드폰 사용 및 금융 이용 내역도 끊긴 채 행방불명되었다. 그 뒤 2월 25일 한 일가족이 밴쿠버의 스탠리 파크에서 케이니그가 나무에 목이 매달린채로 사망한 것을 발견했으며, 조사 결과 목을 매달아 자살한 것으로 추정되었다. 시신은 할리우드에 위치한 할리우드 포에버 묘지에 안장되었다.